# Sarah Broshar
Sarah Broshar (* im 20. Jahrhundert) ist eine US-amerikanische Filmeditorin.

## Karriere
Broshar begann ihre Laufbahn 2004 als Schnittassistentin bei Sky Captain and the World of Tomorrow. Ihr erster eigener Spielfilm, bei dem sie für den Filmschnitt verantwortlich zeichnete, war How I Got Lost aus dem Jahr 2009. Bei Die Verlegerin (2017), West Side Story (2021) und The Fabelmans (2022) arbeitete sie mit Regisseur Steven Spielberg und ihrem Kollegen Michael Kahn zusammen. Für Kahn war sie bereits zuvor mehrmals als Assistentin tätig gewesen, auch bei einigen Spielberg-Produktionen. Sie betrachtet ihn als ihren Mentor und verbrachte alle Stationen ihrer Ausbildung bei ihm.
Für ihre gemeinsame Arbeit waren Broshar und Kahn 2018 für den Eddie Award der American Cinema Editors nominiert. Ferner erhielten sie eine Nominierung bei den Critics’ Choice Movie Awards 2018 und gewannen ihn bei den Critics’ Choice Movie Awards 2022. Hinzu kamen weitere Nominierungen.

## Filmografie (Auswahl)
- 2009: How I Got Lost
- 2014: The Last Survivors
- 2017: Die Verlegerin (The Post)
- 2019: Friedhof der Kuscheltiere (Pet Sematary)
- 2021: West Side Story
- 2022: Die Fabelmans (The Fabelmans)
- 2025: Schneewittchen (Snow White)